# Montfleur
Montfleur är en kommun i departementet Jura i regionen Bourgogne-Franche-Comté i östra Frankrike. Kommunen ligger i kantonen Saint-Julien som tillhör arrondissementet Lons-le-Saunier. År 2022 hade Montfleur 164 invånare.

## Befolkningsutveckling
Antalet invånare i kommunen Montfleur
Referens:INSEE